# Бавадра, Тимочи
Тимочи Бавадра (англ. Timoci Bavadra; 22 сентября 1934, Лаутока — 3 ноября 1989, Лаутока) — фиджийский государственный и политический деятель. Основал Лейбористскую партию Фиджи и был премьер-министром страны в течение одного месяца в 1987 году.

## Биография
Родился в Висейсей (Вити-Леву), по профессии был врачом и политиком.
Участвую на своих первых всеобщих выборах в 1987 году, сформировал избирательную коалицию между  Лейбористской партией и Национальной федеративной партией (НФП), в которой доминируют фиджи-индийцы. Несмотря на то, что НФП была намного крупнее, она согласилась играть второстепенную роль в коалиции, зная, что большая часть этнического фиджийского сообщества не готова принять премьер-министра индийского происхождения. Правительство со значительным фиджи-индийским присутствием могло быть негативно встречено этническими фиджийцами.
На всеобщих выборах коалиция лейбористов и НФП получила 28 мест, что на четыре места больше, чем партия Альянса, тем самым положив конец двадцатилетнему правлению рату Камисесе Мара, который работал главным министром, а затем в должности премьер-министра руководил Фиджи после обретения независимости. Тиомчи Бавадра был этническим фиджийцем, но был избран в основном при поддержке фиджи-индийцев. Из 28 членов парламентского собрания в коалиции только семь были этническими фиджийцами, причем все они были избраны преимущественно от фиджи-индийских округов, что вызвало значительное недовольство экстремистски настроенных слоев фиджийского населения. Только 9 % электората этнических фиджийцев проголосовали за коалицию Тимочи Бавадры.
Тимочи Бавадра выступал против ядерных испытаний и намекнул, что визиты военных кораблей ВМС США с ядерными боеголовками могут стать нежелательными. Были сделаны утверждения, что Соединённые Штаты Америки либо поддержали, либо не помешали подполковнику Ситивени Рабуке организовать государственный переворот 13 мая 1987 года, в результате которого было свергнуто правительство страны. После переворота генерал-губернатор Фиджи Пенаиа Нганилау официально уволил Тимочи Бавадру 19 мая 1987 года. Тимочи Бавадра совершил поездку по столицам Содружества наций, пытаясь заручиться поддержкой, но не получил ничего, кроме сочувствия. В Лондоне королева Елизавета II по совету генерал-губернатора Фиджи отказалась с ним встретиться. После периода переговоров, очередного переворота и периода военного правления, Камисесе Мара снова вступил в должность премьер-министра в декабре 1987 года.
Тимочи Бавадра скончался от рака в 1989 году.